# Plumbatarii

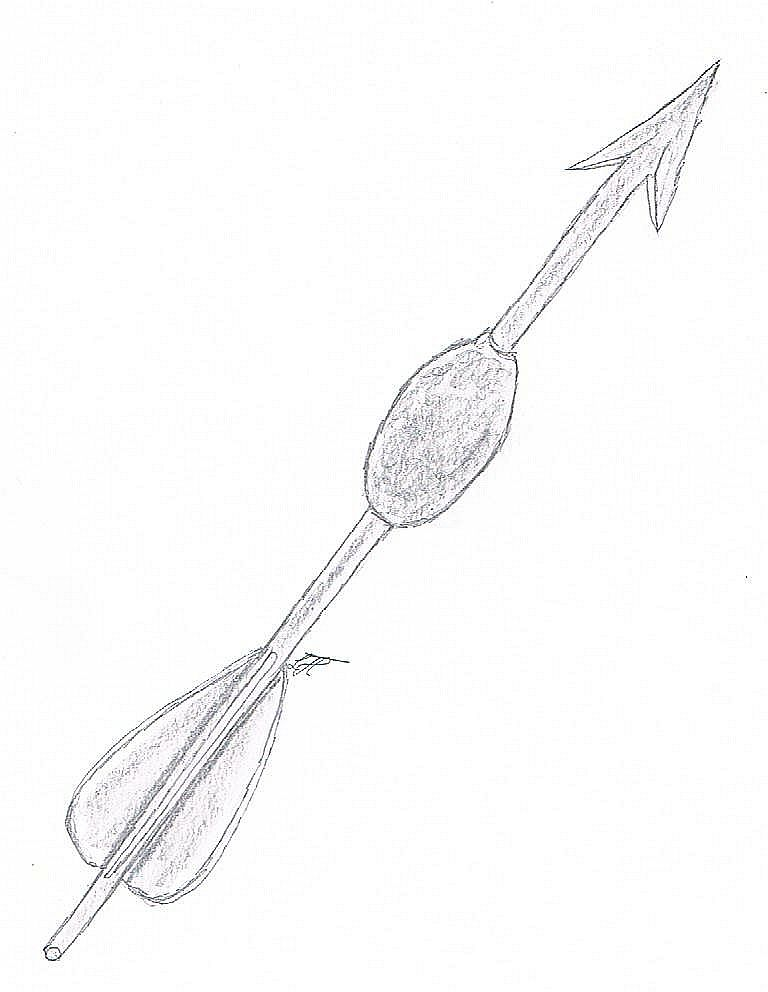
Rzymska plumbata

Plumbatarii – rzymscy legioniści uzbrojeni w obciążone ołowiem, krótkie pociski do miotania, zwane plumbatae. 
Według Wegecjusza pierwsze wzmianki o nich pochodzą z III wieku n.e. Nie stanowili osobnego rodzaju piechoty, w walce uzupełniali łuczników i procarzy. Ich krótkie oszczepy zakończone grotem żelaznym lub drewnianym, z obciążnikiem z ołowiu (plumbum), przenoszono w zagłębieniu dużej legionowej tarczy (scutum). Stosowane przeciwko nieprzyjacielskiej konnicy i piechocie, były szczególnie skuteczne w unieszkodliwaniu jeźdźców i koni. Za czasów tetrarchii dwa wyróżniające się w użyciu tej broni legiony dostąpiły nadania im zaszczytnych tytułów Jowiszowego i Herkulesowego.